# Charles Georgin
 (novembre 2008).
Charles Édouard Georgin, né à Soissons (Aisne) le 5 juillet 1868 et mort à Paris, dans le cinquième arrondissement, le 11 décembre 1932, est un latiniste et helléniste français.

## Biographie
Fils d'un inspecteur de l'instruction primaire, Charles Georgin sort diplômé de l’École pratique des hautes études en 1889. Il est agrégé de lettres en 1891, deuxième derrière René Pichon et devant Jules Moog.
Il enseigne au début de carrière au lycée Fénelon (Paris). Charles Georgin enseigne ensuite le grec et le latin en classe de première (à partir de 1917) puis en classe de Lettres supérieures (rhétorique, hypokhâgne) et de Première supérieure (rhétorique supérieure, khâgne) au prestigieux lycée Henri-IV.
Georgin, actif sur la scène de l'édition de 1905 à 1930 chez Hatier, est l’auteur de nombreux ouvrages. Après un premier ouvrage, ce pédagogue accomplit fidèlement toute sa carrière, dans les deux domaines principaux des lettres classiques, latin et grec, puisqu’il n'investit que succinctement le français de Molière avec Scènes choisies, avec une méthode suivie de lecture expliquée, avec un commentaire classé, simplifié et modernisé (nombreuses illustrations scéniques) en 1923.
Ses Manuels grecs, le premier édité en 1923, et décliné en version Hellas I, Hellas II, Hellas III respectivement pour la classe de quatrième, troisième et les autres enseignements supérieurs et en un manuel de syntaxe et d'accentuation grecque, voire en une grammaire grecque pour expliquer la morphologie si cruciale pour la maîtrise du grec ancien etc. connaissent un franc succès, qui perdure plusieurs décennies. Que dire aussi de son Cours de latin édité en 1925 et trouvant des lecteurs studieux ? Ses traductions grecques et latines sont célèbres : L'Énéide de Virgile (1921), Alceste d’Euripide (1928), Les Perses d’Eschyle (1932), Œdipe roi de Sophocle. 
De même son Dictionnaire grec classique - français de poche de 1927 est réédité un grand nombre de fois, par exemple en 1942, en 1953, en 1997, en 2007 etc. et se trouve toujours disponible chez Hatier. Cet opus destiné aux jeunes collégiens, assidus aux programmes scolaires français d'entre-deux-guerres, volontairement restreint en limitant polysémie et description précise, ne prétend nullement rivaliser avec les grands dictionnaires des Bailly ou des Liddell et Scott. Il présente de manière privilégié un vocabulaire attique des grands auteurs de la période classique, en ouvrant toutefois divers champs réduits vers les dialectes, de formes ioniennes ou doriennes, pour mieux comprendre Homère ou Hérodote dans le texte, mais aussi vers une langue plus tardive, pour mieux saisir les Pages morales des stoïciens ou les quelques extraits scolaires concernant Plutarque et Lucien, voire les premiers auteurs chrétiens de la patristique, au temps de saint Jean Chrysostome.

## Œuvres
Le catalogue des imprimés de la Bibliothèque nationale de France permet de récapituler son labeur.
Bibliographie grecque
Charles Georgin publie en 1905 sa Grammaire grecque pratique, à l'usage de la quatrième et des élèves de grec du premier et du second cycles, d'après les programmes nouveaux chez Delagrave.
Dès 1917 il dirige la « Collection des auteurs grecs » chez Hatier, où il publie sa propre édition d’Œdipe-Roi de Sophocle, « avec introduction, notes, grammaire, lexique et illustrations documentaires » (qui reparaîtra néanmoins sous le numéro 303 en 1925 et 540 en 1939 dans la fameuse collection des « Classiques pour tous »).
Vers 1918, il publie : Homère, Iliade. Chants I et VI et l’Iliade. Chants XXII et XXIV in extenso, respectivement numéro 1 (reparaîtra sous le numéro 252 en 1927) et 2 de la « Collection grecque » des « Classiques pour tous ».
1921 : Homère illustré. Iliade. Odyssée. Poèmes homériques, « avec index et remarques sur la grammaire, la versification et le style homériques »
1922 : Manuel d'accentuation grecque
1923 : Manuel grec. Méthode et Exercices combinés et gradués « en vue d'une étude complète du grec, à l'usage des élèves des lycées et collèges, des candidats au baccalauréat et des étudiants d'enseignement supérieur »
1926 : Premier Manuel grec. Méthode et exercices à l'usage de la quatrième d'après les nouveaux programmes
1927 (n° 272) : Homère, Odyssée. Chants XI et XXII. Résumé et extraits des chants X-XXIV
1928 (n° 257 ; 375 en 1949) : Euripide, Alceste
1930 (« Bibliothèque des Humanités », n° 2) : Versions grecques commentées et traduites
1932 : Grammaire grecque pour toutes les classes de l'enseignement secondaire, d'après les programmes nouveaux
1932 (n° 447) : Eschyle, Les Perses
1932 : Hellas. Second manuel grec. Méthode et exercices à l'usage de la troisième, d'après les nouveaux programmes
1933 : Les Grecs. Auteurs du programme et Pages choisies de la littérature grecque, à l'usage des lycées et collèges. Classe de troisième
1934 : avec H. Berthaut et J. Boudout, Les Grecs. Auteurs du programme et Pages choisies de la littérature grecque, à l'usage des lycées et collèges. Classe de seconde
1935 : avec H. Berthaut et J. Boudout, Les Grecs. Auteurs du programme et pages choisies de la littérature grecque, à l'usage des lycées et collèges. Classe de première
1938 (543) : Xénophon, Anabase. Pages principales
1946 (7e éd….) : Manuel de syntaxe et d'accentuation grecques, à l'usage des classes de lettres des lycées et des étudiants d'enseignement supérieur
1952 (270-271, deux fasc.) : Euripide, Iphigénie à Aulis
1955 (256) : Sophocle, Antigone
1957 : Dictionnaire grec-français
1960 : avec H. Berthaut, Homère, L'Odyssée (extraits) et L'Iliade (extraits)
Bibliographie latine
Son premier livre sur le latin paraît chez Hatier en 1912 : Manuel latin en vue de la traduction : grammaire et versions, méthode pratique à l'usage des jeunes filles et des candidats au baccalauréat.
1918 : Les Latins, pages principales des auteurs du programme et morceaux choisis des auteurs latins, à l'usage des lycées et collèges de garçons et de filles (classes supérieures)
1921 : Tite Live, Histoire : 3e Décade. Extrait des « Latins » (Les Classiques pour tous. Histoire)
1921 : Virgile, L'Enéide, livres VII-XII
1922 : Les Latins. Pages principales des auteurs du programme et morceaux choisis des acteurs latins à l'usage des lycées et collèges de garçons et de filles. Classes inférieures (5e et 4e)
1923 : avec H. Berthaut, Histoire illustrée de la littérature latine
1923 : Cicéron, Les Verrines. De Signis. Extrait des « Latins » (« Collection latine » des « Classiques pour tous ») et Cicéron, Les Verrines. De Suppliciis (in extenso). Extrait des « Latins » (« Collection latine »)
1925 : Cornelius Nepos, De Viris illustribus (« Collection latine », n° 237)
1925 : Cours de latin. Gallus Discens. III. Recueil de 670 exercices, versions et thèmes, adaptés à la grammaire complète à l'usage des classes de seconde et de première et des étudiants et Cours de latin. Grammaire complète (pour la version et le thème) à l'usage des classes de seconde et de première et des étudiants
1926 : avec H. Berthaut, Cours de latin. Grammaire simplifiée. II. A l'usage des classes de 4e et de 3e
1927 : Cours de latin. Gallus Discens. II. Recueil de 600 exercices, versions et thèmes, adaptés à la grammaire simplifiée à l'usage des classes de 4e et de 3e
1927 : Cours de latin. Grammaire élémentaire et Gallus Discens. I. A l'usage des classes de 6e et de 5e. Ouvrage orné d'illustrations documentaires
1929 : Cicéron, Pro Murena. Pro Milone... Extrait des « Latins »
1929 : avec H. Berthaut, Les Premiers Textes latins (classes de sixième et de cinquième). Epitome-De Viris-Selectae, remaniés et annotés
1929 : Virgile, L'Enéide. Livre I-VI
1931 (242) : Pline le Jeune, Lettres choisies
1933 : avec H. Berthaut, Epitome historiae gracae. Avec index et lexique
1937 : Cicéron, Récits anecdotiques et moraux
1947 : avec H. Berthaut, De Viris illustribus urbis Romae. Classes de 6e et de 5e
1949 (232) : Cicéron, De Senectute. De Amicitia
1949 (250) : Lucrèce, De Natura rerum
1954 (233) : Cicéron, Catilinaires. Pro Archia. In extenso
1954 (239) : Horace, Satires et Épîtres. Extrait des « Latins »
1955 (231) : Jules César, De Bello Gallico. Extrait des « Latins »
1955 (245) : Tacite, Dialogue des orateurs. Vie d'Agricola. Germanie. Annales. Histoires. Extrait des « Latins »
1957 (244) : Salluste, Catilina. Jugurtha. Extrait des « Latins »